# Jürgen Luginger
Jürgen Luginger (* 8. Dezember 1967 in Ergolding) ist ein ehemaliger deutscher Fußballspieler, -trainer und heutiger -funktionär. Aktuell ist er Sportdirektor des 1. FC Saarbrücken.

## Laufbahn
Luginger spielte zwischen 1987 und 2004 insgesamt 84-mal in der Ersten und 370-mal in der Zweiten Bundesliga. Dabei erzielte er vier bzw. 13 Tore. Der größte Erfolg in seiner Karriere war 1987 der sechste Tabellenplatz in der Bundesliga mit Bayer Leverkusen.
Im Sommer 2003 begann Luginger seine Trainerlaufbahn und wurde Co-Trainer beim damaligen Zweitligisten Rot-Weiß Oberhausen unter Jørn Andersen. Er kam in der Saison 2003/04 auch noch drei weitere Male als Spieler zum Einsatz. Nach der Entlassung von Andersen war er kurzzeitig Interimstrainer und anschließend wieder Co-Trainer bis 2006, ehe er Spielertrainer beim KFC Uerdingen 05 wurde. Im Juni 2007 kehrte er zu RWO zurück und war bis April 2008 Sportlicher Leiter beim damaligen Regionalligisten. 2008 übernahm er beim Zweitliga-Aufsteiger den Trainerposten von Hans-Günter Bruns. Diesen übergab er am 1. Februar 2010 nach einer längeren Negativserie wieder an Bruns. 
Seit dem 1. Juli 2010 war Luginger Cheftrainer beim Drittliga-Aufsteiger 1. FC Saarbrücken. Mit dem FCS erreichte er in der Saison 2010/11 den sechsten Platz und die Qualifikation für die Hauptrunde des DFB-Pokals 2011/12. Am 5. September 2013 wurde er nach einer 2:3-Heimniederlage gegen den 1. FC Heidenheim von seinen Aufgaben als Cheftrainer entbunden. Zum Zeitpunkt seiner Entlassung rangierte seine Mannschaft mit vier Punkten aus sieben Spielen auf Rang 18 der Tabelle. Im Februar 2014 übernahm er die U-23 von Bayer 04 Leverkusen.
Zur Saison 2014/15 wurde Luginger Trainer der U-23 des FC Schalke 04. Nachdem die zweite Mannschaft in der Regionalligasaison 2016/17 auf einen Abstiegsplatz geraten war, wurde am 12. März 2017 sein bis zum Saisonende laufender Vertrag vorzeitig aufgelöst.
Am 17. April 2017 übernahm Jürgen Luginger das Cheftraineramt beim abstiegsgefährdeten Regionalligisten FC 08 Homburg, mit dem er zunächst in die Oberliga Rheinland-Pfalz/Saar ab- und wieder in die Regionalliga aufstieg. Im Juli 2020 trat er überraschend zurück und wurde Sportdirektor beim Drittligisten 1. FC Saarbrücken.